# Tigre del plàtan
El tigre del plàtan (Corythucha ciliata) és una espècie d'hemípter heteròpter de la família Tingidae. És una plaga forestal, d'hàbit xuclador/defoliador. El seu principal hoste és Platanus occidentalis.
Natiu d'Amèrica del Nord, s'ha anat estenent des de fa mig segle pel sud i el centre d'Europa, on ataca principalment el plàtan d'ombra. S'ha citat sobre altres gèneres vegetals com Broussonetia, Carya, Fraxinus, Tilia, etc.